# Молодаво Третье
Молодаво Третье (укр. Молодаво Третє) — село в Привольненской сельской общине Дубенского района Ровненской области Украины.
Население по переписи 2001 года составляло 431 человек. Почтовый индекс — 35637. Телефонный код — 3656.